# Suimanga d'Anjouan
El suimanga d'Anjouan (Cinnyris comorensis) és un ocell de la família dels nectarínids (Nectariniidae).

## Hàbitat i distribució
Habita boscos i vegetació secundària de l'illa d'Anjouan, a les Comores.